# مارچوبه ایرانی
مارچوبه ایرانی (نام علمی: Asparagus persicus) نام یک گونه از تیره مارچوبگان است.